# Steppa di Barabinsk
La steppa di Barabinsk (in russo Бара́бинская ни́зменность?, Бара́бинская степь, Бара́ба) è una zona steppica situata nella Russia siberiana sudoccidentale, compresa negli oblast' di Novosibirsk e di Omsk.
La steppa di Barabinsk è una pianura ondulata con altezze di 100/150 m e una superficie di circa 117 000 km². che si fonde con le paludi di Vasjugan a nord e con la steppa di Kulunda a sud.
Boschi di betulle sono intervallati da paludi e vegetazione tipiche della steppa. Nelle depressioni ci sono laghi d'acqua dolce e salata (come il lago Čany) torbiere di sfagno e prati salini. La steppa è una delle regioni importanti nella Siberia Occidentale per l'agricoltura e per l'allevamento dei bovini da latte.
La parte centrale della steppa è attraversata dalla ferrovia transiberiana che ha una fermata nella più grande città presente nella steppa: Barabinsk.